# Oregonsymfonie
De Oregonsymfonie is een symfonie gecomponeerd door Jacob Avshalomov. Het is gecomponeerd op verzoek van de staat Oregon, ter herdenking van haar honderdjarig bestaan in 1959. Avshalamov werkte eraan gedurende de jaren 1959-1962, waarbij hij voor een groot deel een sabbatical vierde in München. De componist gaf zelf leiding aan de eerste uitvoering met het Portland Symfonie Orkest en een programma waarin hij tevens leiding mocht geven aan Isaac Stern in het vioolconcert van Johannes Brahms; een gelukje schreef de componist later.
Origineel bestaat het werk uit vier delen:
1. The Fog Serpent (muzikale verbeelding van de Columbiarivier)
2. The Mountain ...
3. The Rose
4. The Glistening City.

De componist was achteraf niet gelukkig met de eerste twee delen en deze belandden dan ook in de la; vanaf toen bestond deze symfonie nog maar uit twee delen. De componist schreef in de compact disc-uitgave dat ze wellicht in gewijzigde vorm nog terug zouden komen, maar dat is niet zeker. De twee huidige delen worden als volgt aangegeven:
- The Rose – warm, intimate emblem of beauty, lasting, fragrant, convolute; its tenderness protected by the thorns;
- The Glistening City: After rain the sun and the gleaming air make countless jewels in the teeming city.

Deel vier (oorspronkelijk) is een verkapt thema met variaties van Happy birthday to you.

## Orkestratie
- 2 dwarsfluiten waarvan 1 ook piccolo, 2 hobo’s waarvan 1 ook althobo, 2 klarinetten, 2 fagotten waarvan 1 ook contrafagot
- 4 hoorns, 3 trompetten, 3 trombones, 2 tuba’s
- percussie; harp
- violen, altviolen, celli, contrabassen.

## Discografie (selectief)
- Uitgave Albany Records: Portland Youth Orchestra o.l.v. componist in een opname voor BBC in 1970.